# Nomenclature
Pour les articles homonymes, voir Nomenclature (logistique) et Nomenclature (biologie).
Cet article possède un paronyme, voir Nomenklatura.
Une nomenclature est un système de classification (code, tableau, liste, règles d'attribution d'identité…) servant de référence dans le cadre d'une activité professionnelle, industrielle ou d'une discipline donnée (exemples : en chimie, en botanique, en zoologie, en astronomie). La nomenclature est un élément-clé de toute taxonomie.

## Origine du terme
Le mot et l'idée viennent directement du latin nomenclatura. Primitivement, le nomenclator désigne l'esclave qui clame les noms des plats d'un dîner ou annonce les personnes à leur arrivée en un lieu. À Rome, un candidat à une magistrature se fait accompagner de son nomenclateur afin que celui-ci lui rappelle discrètement le nom des citoyens qu'il doit saluer. Plus tard, Pline l'Ancien, auteur de l'Histoire naturelle, emploie le terme dans le sens que nous lui connaissons, soit l'« inventaire des termes propres à un domaine défini ». Dans un de ses Nouveaux contes (1674), Le cas de conscience, La Fontaine évoque le privilège royal d'Adam le nomenclateur. Buffon, le naturaliste, impose l'usage dans le cadre d'une science ou d'une technique (1749), où un ensemble fini d'objets doivent être nommés sans ambiguïté (exemple : les espèces naturelles).

## Utilisations contemporaines du terme

### Lexicographie
La nomenclature correspond aux mots d'une langue, ou plus exactement, aux lemmes d'un lexique. C'est également une norme destinée à structurer de façon systématique des documents selon des règles de dénomination préétablies (ISO 5127). Dans un dictionnaire ou un manuel, la nomenclature est la liste des entrées, généralement présentée dans l'ordre alphabétique.

### Sciences
- En chimie, une nomenclature chimique rassemble les méthodes de nomenclature utilisées pour construire le nom d'une molécule à partir de sa structure chimique et inversement.

- En géométrie, les divers solides convexes à faces régulières sont répertoriés en trois grandes catégories: les solides platoniciens, réguliers et au nombre de 5 ; les solides archimédiens, semi-réguliers (excepté les prismes et antiprismes, qui existent en infinité), il en existe 13 ; et enfin les solides de Johnson, qui rassemblent tous les autres, il y en a 92 au total. Il existe aussi pour ces solides une nomenclature basée sur leur « composition » de solides plus simples (exemples: prismes, antiprismes, pyramides, coupoles, rotondes… ainsi un icosaèdre est formée par deux pyramides à base pentagonale et d'un antiprisme pentagonal).
- En biologie, la nomenclature est la discipline « juridique » de différentes sciences relevant de la taxinomie et de la systématique (bactériologie, botanique, mycologie[3], virologie[4], zoologie…), qui a pour objet de définir et d'édicter les règles d'attribution et de priorité des noms scientifiques des organismes vivants (ou ayant vécu), appelés taxons.
- L'astronomie compte entre autres la nomenclature des objets situés dans des systèmes planétaires et les catalogues d'étoiles. La nomenclature astronomique est officiellement régie par l'Union astronomique internationale.

### Santé / Médecine
- En médecine, la nomenclature générale des actes professionnels (NGAP) permet de définir le coût des actes remboursés par l'Assurance Maladie, que l'on retrouve par exemple dans la nomenclature des actes de biologie médicale
- En psychiatrie, les nomenclatures ou nosographies sont établies par diverses classifications des troubles mentaux et sont également reliés aux actes procéduraux.

### Géographie
- En géographie, la notion de nomenclature est similaire à celle utilisée en lexicographie. C'est la liste des éléments formant une entité géographique. Par exemple des communes d'un département auxquelles on associe un numéro, tel le code postal. Exemple : le Code officiel géographique de l'Insee ou la nomenclature d'unités territoriales statistiques d'Eurostat.

### Industrie

#### Dessin industriel

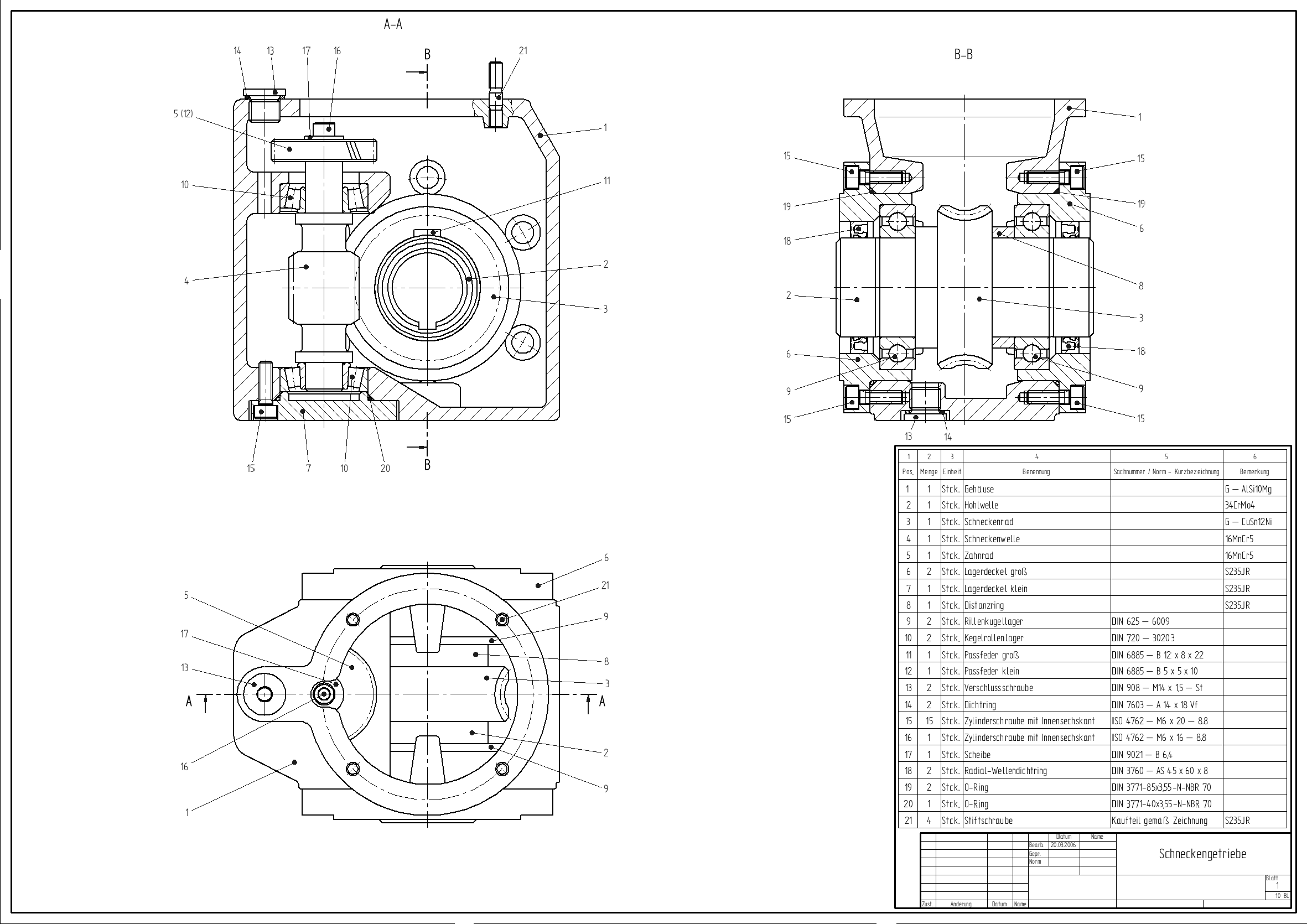
Dessin d'ensemble, en bas à droite le cartouche et la nomenclature.

En dessin industriel, une nomenclature est un tableau contenant la désignation de toutes les pièces qui composent un assemblage d'un dessin d'ensemble (plan mécanique; schéma électrique ou fluide, etc.). Chaque pièce est repérée par un numéro (appelé aussi repère), qui renvoie l'avance une classification, c'est-à-dire un ensemble de classes homogènes (comptes) ; le classement intervient ensuite et consiste à ranger les éléments observés dans une ou plusieurs des classes préétablies.

#### Production
En production, la nomenclature est la description de la relation composant-composés d'un article. La nomenclature est le document qui présente de façon claire et exhaustive :
- la liste de tous les ingrédients ou composants élémentaires entrant dans la fabrication d'un article complexe ;
- la quantité nécessaire de chaque composant pour obtenir 1 unité de composé (coefficient de montage, ou de nomenclature).

On distingue la nomenclature de composition de celle de fabrication. En effet, il peut arriver que des composants interviennent de façon temporaire dans une production. Nécessaires à un moment de la fabrication, ils entrent bien dans la description nomenclaturée de l'article composé. Mais éliminés ensuite, ils ne font pas partie de la composition finale du composé.
La structure d'une nomenclature-article (d'un produit) peut être plus complexe lorsque sa composition regroupe différents niveaux de produits semi-ouvrés qui peuvent chacun être décrits par une sous-nomenclature particulière. En général, l'empilement successif de produits semi-ouvrés est représentatif du niveau de complexité du composé final. Il est possible de déterminer un niveau absolu de nomenclature pour chaque étage de celle-ci. L'affectation de ce niveau de nomenclature est très utile (essentiel) dans les algorithmes de type MRP, ou de calculs de prix de revient sur type coûts standards.
On distingue également :
- la nomenclature d'un produit fini, qui reflète sa composition finale au sortir du processus de fabrication ;
- la nomenclature de fabrication de ce même produit qui reflète les composants à mettre en œuvre pour obtenir ce produit composé. Les différences notables qui peuvent être constatées résultent de l'existence de pertes, déchets, ou de la consommation intermédiaire de produits nécessaires aux opérations techniques, mais qui ne se retrouvent pas dans la composition finale du produit (exemple : catalyseur).

#### Logistique
En logistique, une nomenclature ou « nomenclature produit » est une liste de pièces (ou bill of materials, BOM en anglais) à traiter (c'est-à-dire à expédier, recevoir, stocker, conditionner, etc.).

#### Infrastructures
En maintenance des infrastructures, la nomenclature est l'inventaire de tous les équipements mis en place au sein d'un ouvrage nécessitant une maintenance systématique ainsi que les équipements hors standards.

#### Classifications
Différentes nomenclatures — historiquement désignées sous le terme de classifications industrielles — sont utilisées pour catégoriser les activités par secteurs économiques, et, d'une façon plus générale, pour structurer l'information économique et sociale par secteur économique. Elles servent à regrouper de façon synthétique les éléments épars et détaillés produits par l'analyse statistique, et à faciliter des échanges ordonnés concernant ces éléments. Différents types de nomenclatures sont utilisées : par activités, produits, secteurs, catégories socio-professionnelles, professions, lieux géographiques…

### Musique
En musique classique, la nomenclature peut désigner la liste des instruments de musique utilisés pour l'exécution d'une œuvre. Il lui est toutefois préféré le terme d'« instrumentation » (à ne pas confondre avec l'orchestration).
Dans des pièces de multi-percussions, une nomenclature sert à montrer quel instrument est représenté par quelle note.